# Charlie Rivel

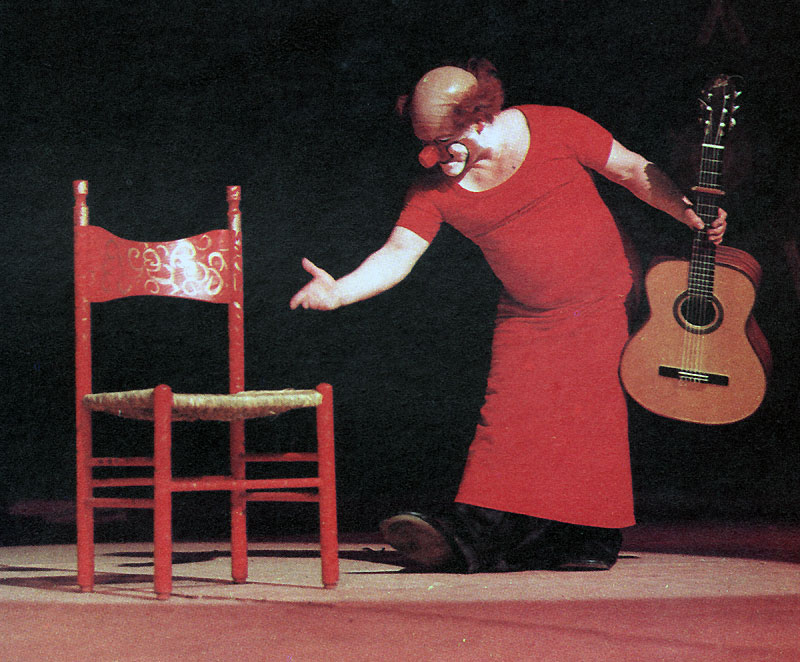
Charlie Rivel egy fellépése 1967-ben

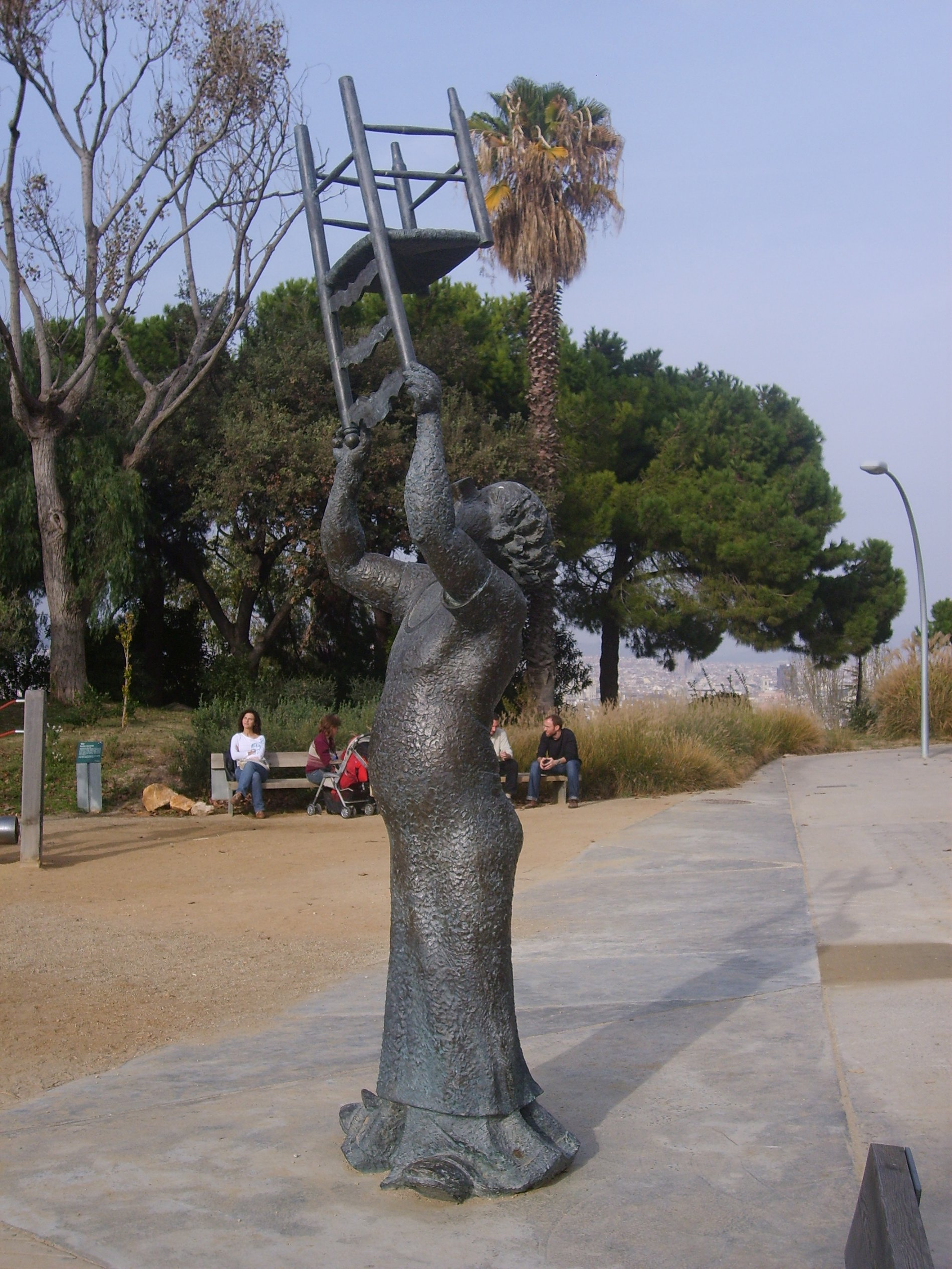
Szobra Barcelonában

Charlie Rivel (Josep Andreu i Lasserre), (Cubelles, 1896. április 23. – Sant Pere de Ribes. 1983. július 26.) spanyol (katalán) bohóc, aki művésznevén, Charlie Rivelként lett világhírű. Artista családból származott. Mielőtt bohóc lett, több cirkuszi műfajt kipróbált. A Charlie nevet barátja, Charlie Chaplin tiszteletére vette fel.
Kilencévesen lépett először a porondra egy párizsi cirkuszban. Súlyt emelt, akrobata mutatványokkal szórakoztatta a közönséget, kötélen táncolt, Charlie Chaplint utánozta.
Charlot a trapézon című számával már világsikert aratott. A legenda szerint amikor Charlie Chaplin megnézte Charlie Rivel számát, Chaplin azt kérdezte: „Most te utánozol engem, vagy én vagyok az, aki téged utánoz?”
A második világháború Németországban érte utol. A háború után négy évig nem lépett föl. Grock ráncigálta ki ebből a depresszióból.
Három és száz év közötti gyermekeknek dolgozom. Szeretem a gyerekeket, mert ők az egyetlenek, akik mindig igazat mondanak.
Ennyi sok szenvedés után kinek lenne kedve nevetni?

## Megjelenése
A porondon könnyen felismerhető volt. Általában szögletes piros alumínium bohóc-orrot, piros, bokáig érő trikót, kerek orrú cipőt viselt. A színpadi megjelenéséhez hozzátartozott az elmaradhatatlan szék és gitár.

## Filmek
- 1971 Ball im Savoy (tvfilm)
- 1967 El aprendiz de clown
- 1966 Der Clown (tvfilm) (Clown Charlie)
- 1961 Napoleon für drei Tage (tvfilm) Nepomuk
- 1943 Akrobat Schööön! Charlie
- 1937 Aurora de esperanza José Andreu
- 1980 Quitxalla (TV series) Önmaga– Episode dated 27 December 1980 (1980) … Önmaga
- 1980 Catalans universals (dokumentumfilm) Önmaga
- 1970 Bohócok (TV dokumentumfilm) Önmaga
- 1969 Clown (rövidfilm) (Önmaga)
- 2007-2011 Memòries de la tele (tv-sorozat)
- 2010 Pierre Étaix, naturellement (dokumentum rövidfilm) Önmaga
- 2009 50 años de (tv-sorozat)
- 2008 Catalunya.cat (TV dokumentumfilm) Önmaga
- 1996 Charlie Rivel, de l'home a la llegenda (TV film) Önmaga